# Bob Brown (político)
Robert James Brown (27 de diciembre de 1944) es un expolítico, médico y ambientalista australiano. Fue senador y líder parlamentario de los Verdes Australianos. Brown fue elegido para el Senado australiano en la lista de los Verdes de Tasmania, uniéndose al senador en funciones de los Verdes de Australia Occidental, Dee Margetts, para formar el primer grupo de senadores de los Verdes Australianos después de las elecciones federales de 1996. Fue reelegido en 2001 y 2007. Fue el primer miembro abiertamente homosexual del Parlamento de Australia y el primer líder abiertamente homosexual de un partido político australiano.
Mientras servía en el parlamento de Tasmania, Brown hizo campaña con éxito a favor de un gran aumento en las áreas silvestres protegidas. Brown lideró a los Verdes Australianos desde la fundación del partido en 1992 hasta abril de 2012, un período en el que las encuestas crecieron alrededor del 10% a nivel estatal y federal (13,9% de la votación primaria en 2010). De 2002 a 2004, cuando los partidos menores mantuvieron el equilibrio de poder en el Senado, Brown se convirtió en un político reconocido. En octubre de 2003, Brown fue objeto de interés de los medios internacionales cuando fue suspendido del parlamento por intervenir durante un discurso del presidente de Estados Unidos, George W. Bush.
El 13 de abril de 2012, Brown dimitió como líder de los Verdes e indicó su intención de dimitir del Senado en junio. Esto ocurrió el 15 de junio de 2012.

## Educación y primeros años
Brown nació en Oberon, Nueva Gales del Sur, fue un mellizo, y asistió a la escuela pública Trunkey, la escuela secundaria Coffs Harbour (1957-1960) y la escuela secundaria Blacktown Boys. En su último año, fue elegido capitán de la escuela.
Después de terminar la escuela secundaria, Brown se matriculó en medicina en la Universidad de Sídney, donde obtuvo una licenciatura en Medicina y Cirugía.
Cuando tenía poco más de 20 años, Brown se inspiró en el entonces primer ministro Robert Menzies y estuvo a punto de unirse al Partido Liberal de Australia.

## Carrera preparlamentaria
Brown ejerció la medicina durante un tiempo en el Royal Canberra Hospital. Durante su permanencia en el hospital, él y otro personal médico de alto nivel adoptaron una postura pacifista al negarse a certificar a los jóvenes que no deseaban luchar en la guerra de Vietnam como aptos para ser reclutados. Luego trabajó como residente en los hospitales de Darwin y Alice Springs. En el último puesto, conoció a John Hawkins, un cirujano que había navegado en kayak en los ríos de Tasmania.
Brown viajó a Londres en 1970 y trabajó en Hounslow Cottage Hospital y St Mary Abbot's Hospital en South Kensington. Era el médico residente de guardia en el Hospital St Mary Abbot cuando se trajo el cuerpo de Jimi Hendrix.
En el momento de su retiro, muchos medios de comunicación informaron erróneamente que había declarado muerto a Hendrix. Brown aclaró más tarde que, mientras estaba de servicio cuando trajeron a Hendrix, "había estado muerto durante algunas horas", y Hendrix fue declarado oficialmente muerto por un médico diferente, que, casualmente, también era australiano.
Brown se mudó a Tasmania en 1972 y trabajó como médico de cabecera en Launceston. Pronto se involucró en el movimiento ambiental del estado, en particular en la campaña para salvar el lago Pedder. En 1972, era miembro del recientemente formado United Tasmania Group, el primer partido "verde" de Australia.
En 1976, ayunó durante una semana en la cima del monte Wellington en protesta por la llegada a Hobart del buque de guerra de propulsión nuclear USS Enterprise.

## Política estatal

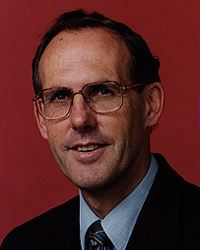
Brown después de ser elegido al Senado en la década de 1990.

En 1978, Brown fue nombrado director de la Tasmanian Wilderness Society. A fines de la década de 1970, emergió como líder de la campaña para evitar la construcción de la presa Franklin, que habría inundado el valle del río Franklin como parte de un proyecto hidroeléctrico. Brown estuvo entre las 1500 personas arrestadas mientras protestaban durante la campaña. Posteriormente pasó 19 días en la prisión de Risdon de Hobart. El día de su liberación en 1983, se convirtió en miembro del parlamento de Tasmania para el escaño de la Cámara de la Asamblea de Denison después de que el diputado demócrata Norm Sanders renunciara para presentarse exitosamente al Senado australiano; Brown fue elegido para reemplazarlo. La campaña de Franklin fue un éxito después de que la intervención del gobierno federal protegiera el río Franklin en 1983.
Durante su primer mandato, Brown presentó una amplia gama de iniciativas de miembros privados, que incluyen libertad de información, muerte con dignidad, reducción de los salarios parlamentarios, reforma de la ley de homosexuales, prohibición de la industria de las gallinas enjauladas y la defensa de una Tasmania libre de armas nucleares. Su proyecto de ley de 1987 para prohibir las armas semiautomáticas fue rechazado tanto por los miembros liberales como por los laboristas de la Cámara de la Asamblea de Tasmania, nueve años antes de que la masacre de Port Arthur resultara en una exitosa apuesta federal por lograr los mismos resultados.
En 1989, el sistema de representación proporcional de Tasmania permitió a los Verdes ganar cinco de los 35 escaños en la Cámara de la Asamblea de Tasmania y Brown se convirtió en su líder. Acordó apoyar a un gobierno minoritario del Partido Laborista, sobre la base de un Acuerdo negociado (firmado por Michael Field y Bob Brown) en el que los independientes Verdes acordaron apoyar el presupuesto pero no mociones de censura, y la ALP acordó desarrollar un proceso parlamentario más abierto, para consultar sobre nombramientos departamentales, brindar un servicio de investigación legislativa, paridad en la dotación de personal parlamentario y una agenda de reforma que incluye igualdad de oportunidades, libertad de información, protección de parques nacionales y divulgación pública de contratos de energía a granel y regalías de las empresas mineras. Este acuerdo, sin embargo, se rompió por cuestiones forestales en 1992. En 1993 Brown renunció a la Cámara de la Asamblea y se presentó sin éxito a la Cámara de Representantes federal.
Durante 1990-1991, Brown abogó por una fusión de los independientes verdes con los Demócratas Australianos para formar los "Demócratas Verdes", en lugar de confederarse con otros partidos verdes y formar los Verdes Australianos. Sin embargo, tras un cambio de liderazgo en los demócratas, este plan no se pudo continuar y los independientes se alinearon hacia un Partido Verde unificado.

## Política federal

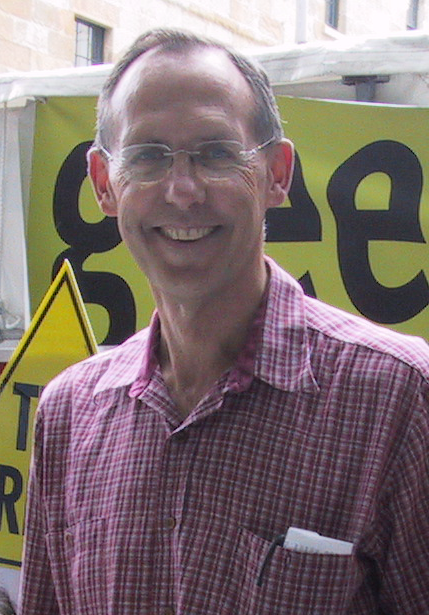
Brown en el mercado de Salamanca en Tasmania en diciembre de 2004.

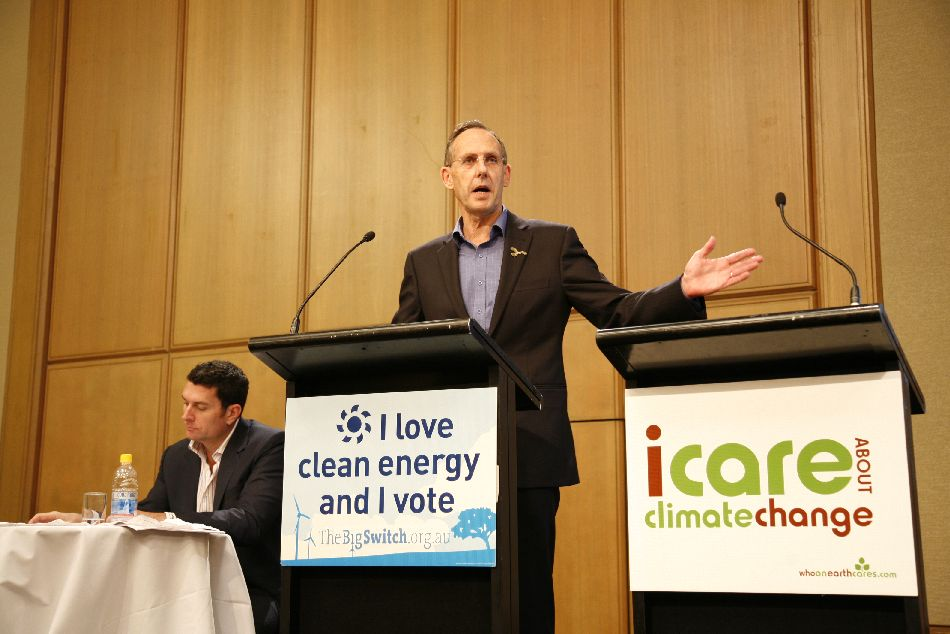
Brown expone las políticas de cambio climático de los Verdes en el período previo a las elecciones federales de 2007.

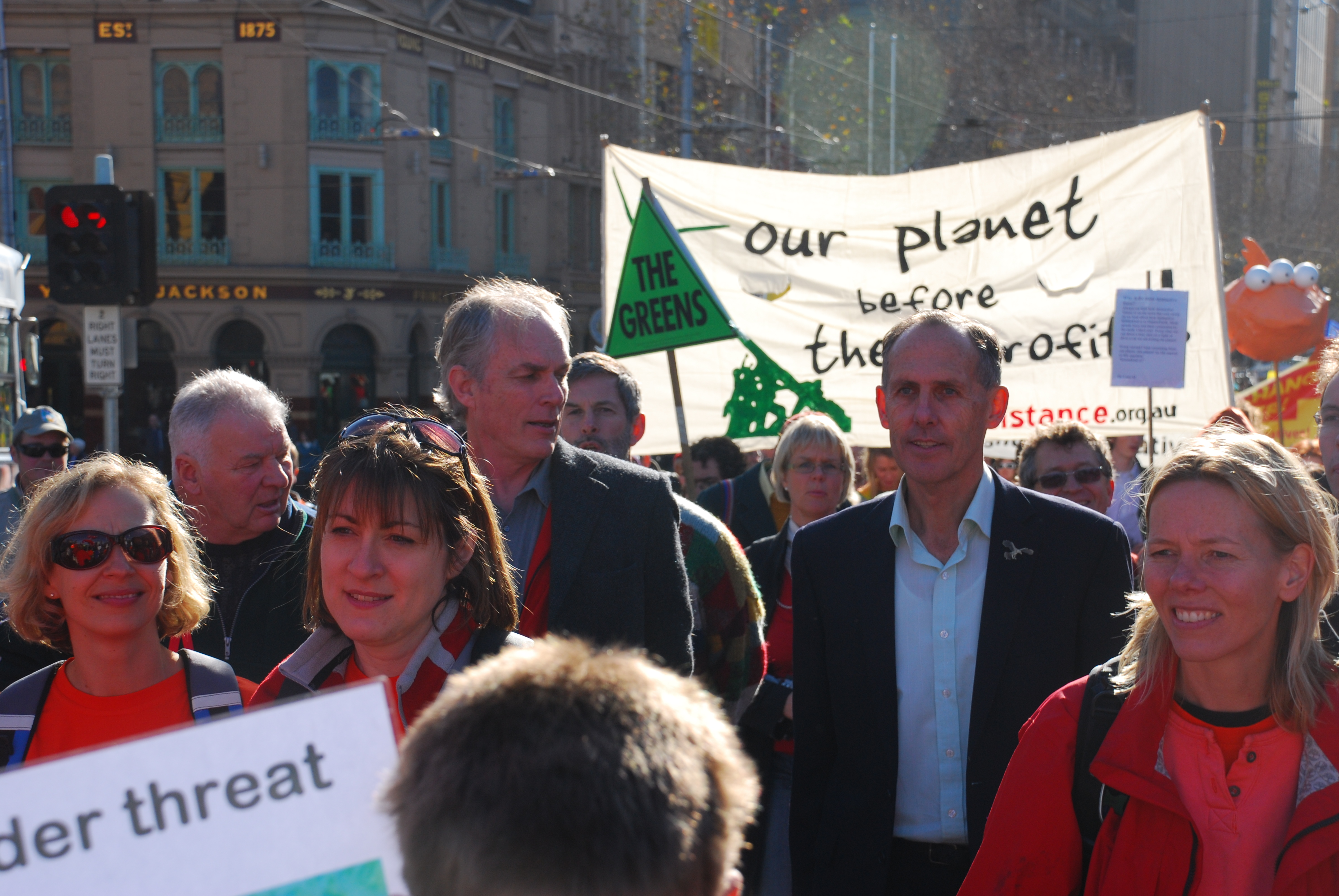
Brown en una concentración sobre el cambio climático en Melbourne el 5 de julio de 2008.

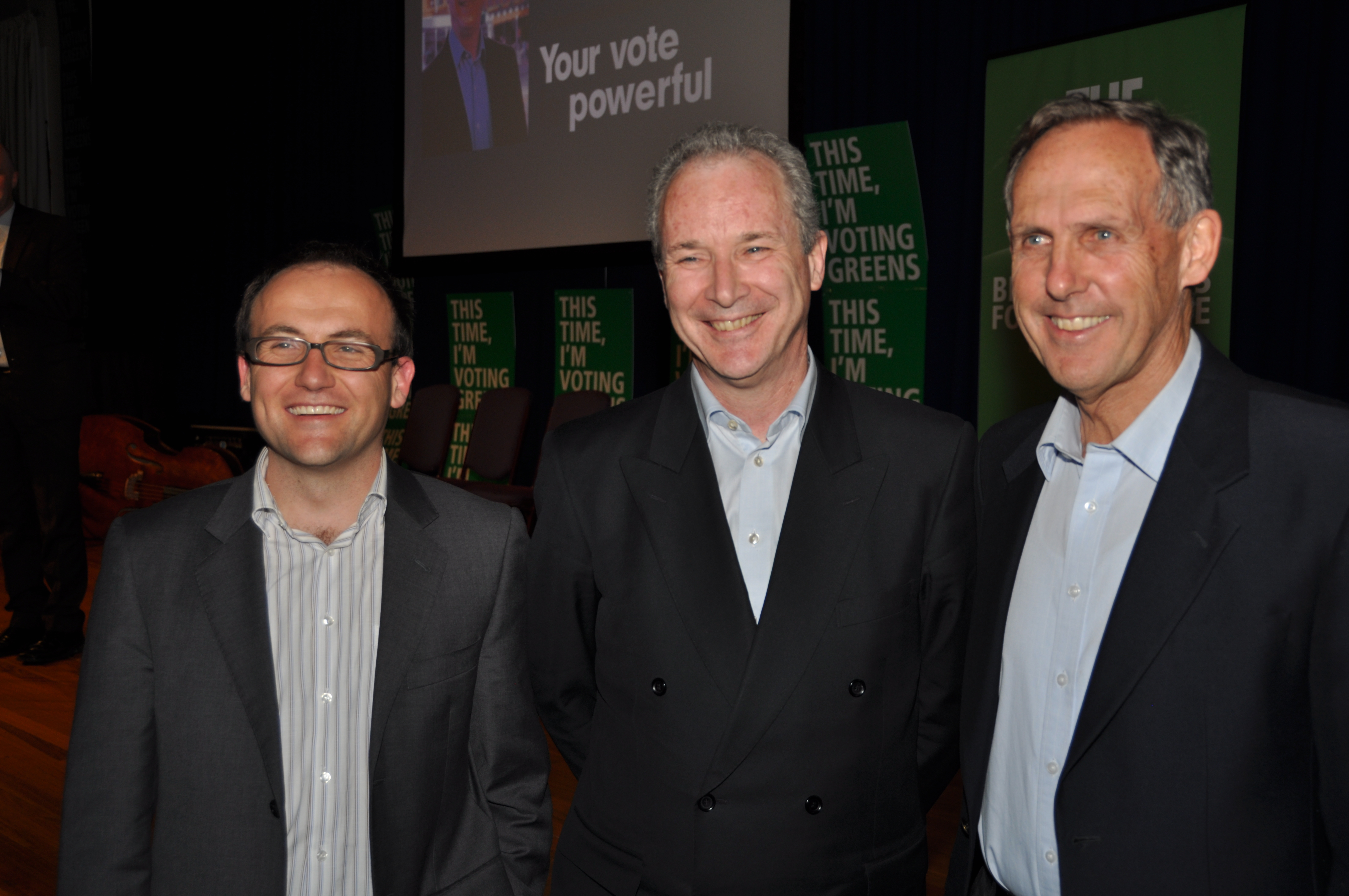
Adam Bandt, Brian Walters y Brown durante la campaña para las elecciones estatales de Victoria de 2010.

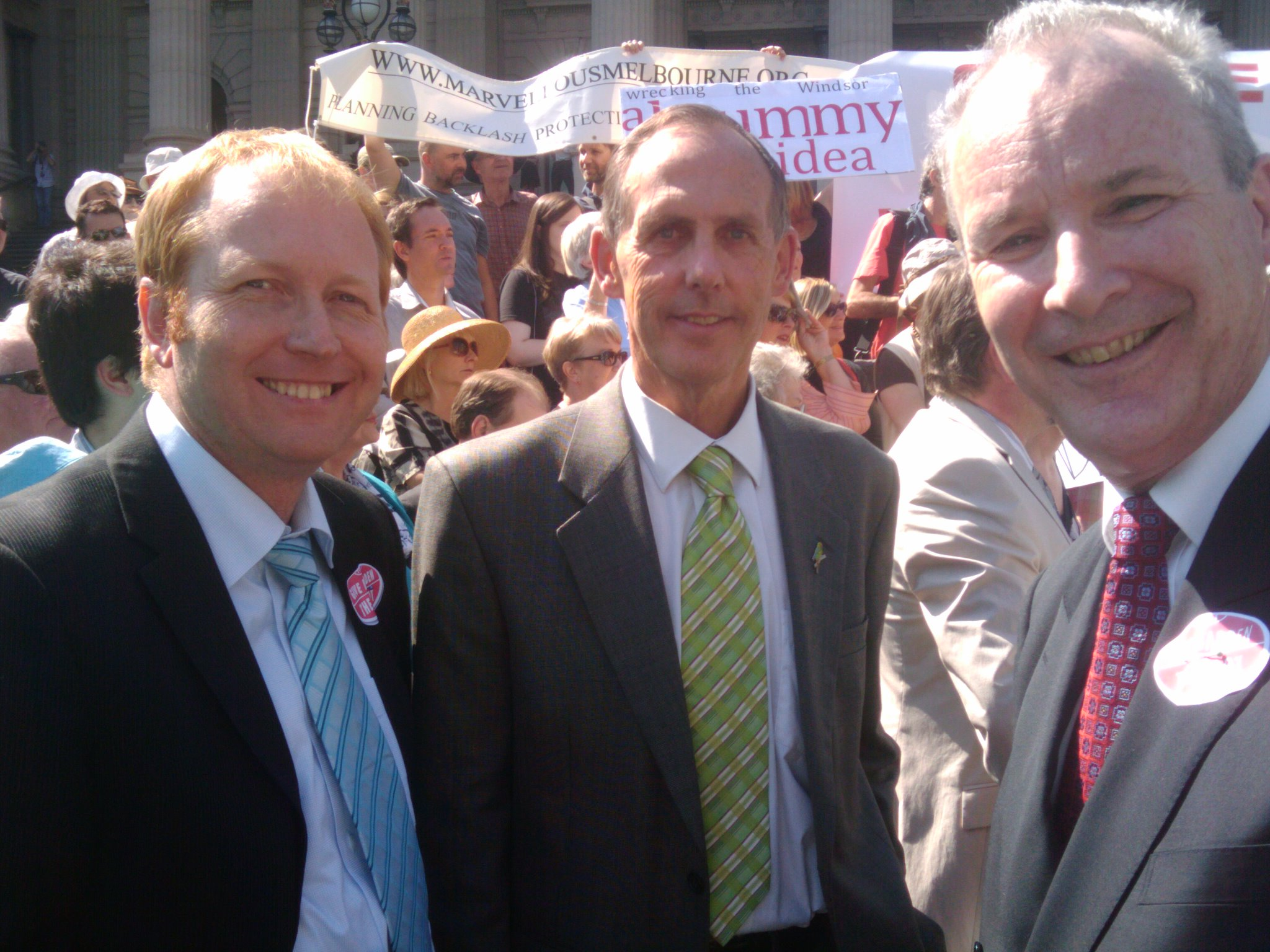
Greg Barber, Brown y Brian Walters asistiendo a una manifestación de protesta en Melbourne en 2010.

Brown fue elegido para el Senado australiano por Tasmania en 1996, y fue una voz en oposición al gobierno conservador de John Howard, y en apoyo de cuestiones ecológicas y de derechos humanos, incluidas cuestiones internacionales como el Tíbet, Timor Oriental y Papúa Occidental. También presentó proyectos de ley para la reforma constitucional, la protección de los bosques, para bloquear el vertido de desechos radiactivos, para prohibir la imposición de condenas obligatorias a los niños aborígenes, para prohibir el uso de bombas de racimo y para la reducción del efecto invernadero.
En las elecciones federales de 2001, Brown fue reelegido para el Senado con un gran aumento de votos, y habló abiertamente sobre la negativa del primer ministro John Howard de permitir que 438 solicitantes de asilo (en su mayoría de Afganistán) aterrizaran en la Isla de Navidad después de haber sido rescatados del naufragio de su barco en el Océano Índico por el MV Tampa, un carguero noruego. Brown fue igualmente crítico con el consentimiento de la líder de la oposición, Kim Beazley, a la postura de John Howard sobre el incidente de Tampa.
Brown fue particularmente expresivo en su oposición a la participación australiana en la invasión de Irak de 2003 y fue reconocido como una voz líder del movimiento pacifista. Cuando el presidente Bush visitó Canberra el 23 de octubre de 2003, Brown y su compañero senador Kerry Nettle intervinieron durante su discurso en una sesión conjunta de las dos cámaras del parlamento. Durante el discurso de Bush, Brown y Nettle llevaban carteles que se referían a David Hicks y Mamdouh Habib, dos ciudadanos australianos detenidos en la bahía de Guantánamo, Cuba, en ese momento (Habib fue posteriormente liberado sin cargos y Hicks cumplió una pena de prisión por brindar apoyo material al terrorismo) tras su aprehensión por las fuerzas estadounidenses en Afganistán y Pakistán, respectivamente. Bush aceptó las interjecciones con buen humor, pero el presidente de la Cámara, Neil Andrew, "nombró" formalmente a Brown y Nettle. Esto significó que ambos fueron suspendidos del Parlamento durante 24 horas, lo que les impidió estar presentes durante un discurso similar del presidente chino Hu Jintao al día siguiente. Sin embargo, después del discurso, Brown estrechó la mano de Bush.
Brown se opuso a las enmiendas del Gobierno de Howard a la Ley de matrimonio en 2004, afirmando que "el señor Howard debería relajarse y aceptar los matrimonios homosexuales como parte del tejido social del futuro".
En diciembre de 2004, la empresa forestal y exportadora de astillas de madera Gunns Limited intentó demandar a Brown y otros por $ 6,3 millones, en una acción que, según informes de los medios, estaba relacionada con "campañas y actividades dañinas en curso" contra la empresa. La Corte Suprema rechazó el escrito de demanda original emitido por Gunns y se le adjudicaron las costas del procedimiento inicial. Gunns finalmente fracasó y la compañía finalmente abandonó todas las reclamaciones contra Brown el 13 de diciembre de 2006 mientras continuaba su caso contra otros, incluida The Wilderness Society.
Brown fue elegido formalmente como el primer líder parlamentario federal de Los Verdes el 28 de noviembre de 2005, luego de casi una década de servicio como líder de facto desde su elección al Senado en 1996.
En febrero de 2007, el Gobierno del Estado de Tasmania y el Gobierno Federal de Australia respondieron cambiando el texto del Acuerdo Forestal Regional del Estado. Las nuevas cláusulas dejan en claro que la palabra 'protección' se refiere solo a si los dos gobiernos respectivos consideran que una especie está protegida en lugar de que el significado de la palabra se base en evidencia real de esa situación.
A principios de 2007, Brown atrajo el desprecio de secciones de los medios de comunicación y de los principales partidos políticos por su propuesta de comprometerse con un plan de tres años, que finalmente aplicaría la prohibición de las exportaciones de carbón. Brown describió las exportaciones de carbón como "el hábito de la heroína de la industria energética" y afirmó que la exportación de tecnologías alternativas debería ser la prioridad.
Brown fue reelegido en las elecciones federales de 2007. Anunció su intención de presentarse nuevamente en la Conferencia Nacional de los Verdes en noviembre de 2005.
Tras su reelección y la del nuevo gobierno laborista, Brown pidió al nuevo primer ministro, Kevin Rudd, que estableciera objetivos fijos de carbono de inmediato y anunciara sus niveles en la próxima Conferencia de las Naciones Unidas sobre el Cambio Climático en Bali en diciembre de 2007, continuando su campaña climática, y diciendo que era "obvio" cuál sería el resultado si Australia no estableciera metas de emisiones de carbono.
En 2005, Brown presentó un caso legal contra Forestry Tasmania en el Tribunal Federal, en un intento de proteger el bosque de Wielangta de Tasmania de la tala de árboles. El Acuerdo Forestal Regional de Tasmania (RFA) de 1997 eximió las operaciones de tala de las leyes de especies en peligro de extinción, pero exigió la protección de las especies en peligro de extinción. Bob Brown presentó un caso contra Forestry Tasmania citando amenazas a especies en peligro de extinción como el Lathamus discolor y el escarabajo Lissotes latidens. En diciembre de 2006, el juez Shane Marshall otorgó el caso a favor de Brown. En la apelación ante el pleno del tribunal federal, el caso se perdió, sin rechazar la sentencia anterior de que la tala pondría aún más en peligro a estas especies. En mayo de 2008, el Tribunal Superior denegó la autorización para apelar esa decisión después de que se cambiara la redacción de la RFA.
A Brown se le ordenó pagar $ 240,000 a Forestry Tasmania, que dijo que no podía pagar. La falta de pago habría resultado en un procedimiento de quiebra que le habría costado a Brown su escaño en el Senado. Brown había rechazado anteriormente una oferta de liquidación de Forestry Tasmania que le habría requerido haber pagado solo $ 200,000 de los costos en los que había incurrido. El 9 de junio de 2009, el empresario australiano Dick Smith prometió ayudarlo a rescatarlo si fuera necesario, una oferta que no era necesaria después de que las promesas de apoyo de más de 1.000 donantes cubrieran la factura legal de Brown pocos días después de su anuncio.
En 2011, después de las inundaciones de Queensland de 2010-11, Brown recibió críticas por sugerir que la mitad del impuesto sobre la renta de los recursos minerales se asignara a futuras catástrofes naturales. Hizo comentarios en el sentido de que el cambio climático, específicamente el impacto en el clima del sector minero, debería ser considerado al menos parcialmente responsable de las inundaciones.

El 24 de marzo de 2012, en el 40 aniversario del establecimiento de los Verdes de Tasmania, Brown advirtió sobre la degradación de la Tierra y el impacto que podría tener en las generaciones futuras. Postuló que otras civilizaciones del universo:
no se están comunicando con la Tierra. Se han extinguido a sí mismas. Han venido y se han marchado. Y ahora es nuestro turno.
Como posible enfoque para adelantarse a esto, propuso un Parlamento Global. Fue recibido con una ovación de pie. La entonces vicepresidenta Christine Milne dijo que fue "un discurso muy inspirador". Hubo críticas a su enfoque. En la Conferencia Global Greens celebrada en Dakar, Senegal, el 1 de abril de 2012, Bob Brown abogó por que se estableciera un "parlamento global" en el que "todos los ciudadanos deberían igualdad de palabra". Se aprobó la resolución final apoyada por los Verdes australianos y otros.

### Dimisión como líder de los Verdes
El 13 de abril de 2012, Brown dimitió como líder de los Verdes y anunció que dimitiría del Senado en junio cuando su reemplazo estuviera disponible. Su adjunta, Christine Milne, se convirtió en líder de los Verdes y el diputado federal de Melbourne, Adam Bandt, se convirtió en líder adjunto de los Verdes. Peter Whish-Wilson, quien anteriormente había sido defensor de los Verdes, fue seleccionado como reemplazo de Brown en el Senado.
La renuncia de Brown tuvo lugar el 15 de junio de 2012 a las 3:30 pm, cuando entregó su renuncia al presidente del Senado, John Hogg. Peter Whish-Wilson prestó juramento en el Senado el 21 de junio.

## Post-renuncia
Brown creó la Fundación Bob Brown con su socio Paul Thomas para promover la conciencia ambiental. Desde su creación, la Fundación Bob Brown ha otorgado premios nacionales a muchos ambientalistas australianos, incluidos Miranda Gibson, Charlie Wood, Isaac Astill y Drew Hutton.
Brown es un partidario de la Campaña para el Establecimiento de una Asamblea Parlamentaria de las Naciones Unidas, una organización que aboga por la reforma democrática de las Naciones Unidas.
Brown fue un orador en el concierto Save the Kimberley, celebrado el 5 de octubre de 2012. El concierto, que se celebró en Federation Square en Melbourne, Australia, fue parte de una campaña de larga duración para protestar contra una propuesta para industrializar el área de James Price Point en Broome, Australia Occidental, Australia. Brown también se había dirigido a un mitin el 2 de septiembre de 2012 en Sídney, Australia. Brown apareció en otro concierto en apoyo de la causa de Kimberley el 24 de febrero de 2013, con los músicos Missy Higgins y John Butler, celebrado en The Esplanade en Fremantle, Australia Occidental. Jarrah Records, el sello discográfico que Butler cofundó con el trío musical The Waifs y el gerente de la banda Phil Stevens, trabajó en asociación con The Wilderness Society para organizar el evento gratuito que también contó con la banda Ball Park Music. Una marcha para protestar por la construcción de la refinería de gas propuesta en James Price Point acompañó el concierto gratuito y los partidarios de la campaña fueron fotografiados con pancartas y carteles.
El 8 de enero de 2013, se anunció que Brown asumiría el cargo de director del capítulo australiano de Sea Shepherd Conservation Society, una organización de conservación marina sin fines de lucro. Renunció en abril de 2014.
En enero de 2016, Brown fue arrestado después de negarse a abandonar el bosque de Lapoinya en Tasmania, donde se estaban realizando los preparativos para la tala. Junto con otro manifestante, que había sido arrestado unos días antes, fue acusado de un delito en virtud de la Ley de lugares de trabajo (protección contra manifestantes) de Tasmania de 2014. Aunque se retiraron los cargos, los dos acudieron al Tribunal Superior para argumentar que las disposiciones de que habían sido imputados eran inconstitucionales. En octubre de 2017, el Tribunal Superior acordó, por mayoría, aunque por diferentes motivos, que las disposiciones eran inválidas por violar la libertad constitucional de comunicación política.
En agosto de 2016, Brown se unió a la tripulación de Sea Shepherd a bordo de su barco Steve Irwin, ya que se unió a la campaña contra la perforación propuesta en la Gran Bahía Australiana.

### Oposición a una mina de carbón de Queensland
En abril de 2019, Brown encabezó un convoy de vehículos para protestar contra una mina de carbón propuesta.

### Oposición a un parque eólico de Tasmania
En julio de 2019, Brown se opuso firmemente a la instalación de un gran parque eólico en el norte de Tasmania que generaba preocupación por las especies de aves.

## Vida personal
En una entrevista con un periódico en 1976, Brown anunció que tenía una pareja del mismo sexo para resaltar la discriminación y alentar la reforma legal porque la actividad homosexual en Tasmania seguía siendo un delito hasta 1997.
Brown vive actualmente en Eggs and Bacon Bay, Tasmania, con su socio de mucho tiempo, Paul Thomas, un agricultor y activista a quien conoció en 1996.
Brown fue el fundador, en 1990, del Australian Bush Heritage Fund, ahora Bush Heritage Australia, una organización ambiental sin fines de lucro dedicada a la compra y preservación de matorrales australianos. Fue presidente de la organización hasta 1996. El 20 de marzo de 2011, Brown donó una propiedad de 14 hectáreas (35 acres) y una casa que había tenido durante 38 años a Bush Heritage Australia. La propiedad está ubicada a 47 kilómetros al suroeste de Launceston, Tasmania, en Liffey Valley. Según Australian Geographic, es un sitio de importancia histórica y simbólica.
Brown se describe a sí mismo como un "presbiteriano fallido".
En una entrevista con Richard Fidler en la radio ABC, Nigel Brennan, un reportero gráfico australiano que fue secuestrado en Somalia y retenido como rehén durante 462 días, reveló que Brown había contribuido con $ 100,000 de su propio dinero para ayudar a pagar el rescate por su liberación. También se reveló que Brown se puso en contacto con el empresario australiano Dick Smith pidiéndole que también aportara fondos para la liberación de Brennan. Brennan, quien fue liberado en noviembre de 2009, manifestó en esta entrevista que Brown tuvo que pedir prestado este dinero, afirmación que también se hizo en varios medios de comunicación en el momento de la liberación de Brennan. En la misma entrevista, Brennan señala que, en contraste con la compasión de Brown, el gobierno australiano parecía indiferente a su bienestar, el primer ministro Kevin Rudd desestimó la ansiedad de su madre por la liberación de su hijo.
En julio de 2012, Bob Brown fue incluido en el Salón de la Fama de Coffs Harbour High School, donde había pasado una parte importante de sus años de escuela secundaria.

## Publicaciones
Brown ha publicado varios libros, incluidos Wild Rivers (1983), Lake Pedder (1986), Tarkine Trails (1994), The Greens (1996) (con Peter Singer), Memo for a Saner World (2004), Valley of the Giants (2004), Tasmania's Recherche Bay (2005), Earth (2009), In Balfour Street (2010) and Optimism: reflections on a life of action (2014). Ha colaborado o apoyado el trabajo de Geoff Law.
En 2004 James Norman publicó la primera biografía autorizada de Brown, titulada Bob Brown: A Gentle Revolutionary.

## Reconocimientos
Brown ha recibido los siguientes premios:
- Periódico The Australian: 'Australian of the Year' (1983)[68]
- IUCN Packard Award (1984)
- UNEP Global 500 Roll of Honour (1987)
- Goldman Environmental Prize (1990)
- MAPW Distinguished Physician Award (1990)[69]
- Revista BBC Wildlife:'World's Most Inspiring Politician' (1996)[70]
- National Trust Australian National Treasure (1998)
- Rainforest Action Network Environmental Hero (2006)[71]
- Australian Peace Prize (2009)
- Australian Humanist of the Year (2010)